# ファントムシーフ
ファントムシーフ（欧字名:Phantom Thief、2020年2月22日 - ）は、日本の競走馬。2023年の共同通信杯の勝ち馬である。
馬名の意味は、怪盗。母名より連想。

## 戦績

### デビュー前
母ルパンIIは2017年12月、ニューマーケットのタタソールズ繁殖牝馬セールで谷川牧場に購入された。谷川牧場の社長谷川貴英は当初ルパンIIを購入する予定ではなかったが、チェックしていた馬が高額だったりしたため購入できず、他の牧場関係者がチェックしていたルパンIIを購入した。
名馬を生産する方法として同じ母系同士のクロスが流行っていたことから、ケラリの4×4のクロスを試すため、ルパンIIは2年目にハービンジャーを種付けされた。そして2020年2月22日に谷川牧場で誕生したのがファントムシーフである。

### 2歳（2022年）
2022年6月18日、阪神競馬場第5レースの2歳新馬戦（芝1600m）で、鞍上和田竜二にてデビュー。1番人気に応え、デビュー戦を勝利で飾った。2戦目は9月24日に中京競馬場で開催される野路菊ステークスに出走。鞍上は福永祐一に乗り替わった。道中4番手追走から早めに仕掛けて先行各馬を交わし、2着馬に2馬身差をつけて快勝した。
12月28日、初の重賞・初のGI挑戦でホープフルステークスに出走。前走に引き続き、鞍上は福永が務めた。道中は中団に控えて直線で鋭く脚を伸ばしたが、先行したトップナイフとドゥラエレーデを捉えきれず、また上り最速の脚で追い込んできたキングズレインにも交わされ4着に敗北。デビュー戦からの3連勝はならなかった。鞍上の福永は「体が大きくなっていたようにまだ成長過程。その分、返し馬から鈍くてスタートにも影響しました。直線でスペースが空いてからもモタモタしていましたし、今日は能力の4着。結果的に1週前にもう少しやっておけばよかったです」と語った。

### 3歳（2023年）
3歳初戦として、2月12日に東京競馬場で行われた共同通信杯に出走。鞍上は新たにクリストフ・ルメールを迎えた。道中は途中からハナに立ったタッチウッドをマークする形で2番手を追走。直線コースの残り50メートルで逃げ粘るタッチウッドを交わして先頭に立つと、最後はこれに1と1/4馬身差をつけて重賞初勝利を飾った。
4月16日に中山競馬場で開催される皐月賞に直行することになった。皐月賞では単勝1番人気に支持されるも、落鉄の影響もありソールオリエンスの3着に終わった。また、鞍上のルメールに装着されているジョッキーカメラによる映像がJRAによりYouTubeで公開された。

## 競走成績
以下の内容は、JBISサーチおよびnetkeiba.comの情報に基づく。
| 競走日     | 競馬場 | 競走名      | 格   | 距離（馬場）  | 頭 数 | 枠 番 | 馬 番 | オッズ （人気） | 着順 | タイム （上り3F） | 着差 | 騎手        | 斤量 [kg] | 1着馬（2着馬）     | 馬体重 [kg] |
| ---------- | ------ | ----------- | ---- | ------------- | ----- | ----- | ----- | --------------- | ---- | ----------------- | ---- | ----------- | --------- | ------------------ | ----------- |
| 2022.06.18 | 阪神   | 2歳新馬     |      | 芝1600m（良） | 12    | 8     | 12    | 003.20（1人）   | 01着 | R1:36.8（33.9）   | -0.2 | 0和田竜二   | 54        | （ピヌスアモリス） | 484         |
| 0000.09.24 | 中京   | 野路菊S     | OP   | 芝2000m（良） | 7     | 1     | 1     | 003.70（2人）   | 01着 | R2:00.2（33.5）   | -0.3 | 0福永祐一   | 54        | （アリスヴェリテ） | 492         |
| 0000.12.28 | 中山   | ホープフルS | GI   | 芝2000m（良） | 18    | 1     | 1     | 005.10（2人）   | 04着 | R2:01.7（34.6）   | -0.2 | 0福永祐一   | 55        | ドゥラエレーデ     | 502         |
| 2023.02.12 | 東京   | 共同通信杯  | GIII | 芝1800m（良） | 12    | 6     | 8     | 004.10（3人）   | 01着 | R1:47.0（34.0）   | -0.2 | 0C.ルメール | 56        | （タッチウッド）   | 502         |
| 0000.04.16 | 中山   | 皐月賞      | GI   | 芝2000m（重） | 18    | 4     | 7     | 003.80（1人）   | 03着 | R2:01.1（36.4）   | -0.5 | 0C.ルメール | 57        | ソールオリエンス   | 494         |
| 0000.05.28 | 東京   | 東京優駿    | GI   | 芝2400m（良） | 18    | 7     | 14    | 006.90（3人）   | 08着 | R2:25.6（33.5）   | -0.4 | 0武豊       | 57        | タスティエーラ     | 490         |
| 0000.09.24 | 阪神   | 神戸新聞杯  | GII  | 芝2400m（良） | 13    | 5     | 7     | 004.30（2人）   | 03着 | R2:23.6（33.7）   | -0.1 | 0武豊       | 56        | サトノグランツ     | 502         |
| 0000.10.22 | 京都   | 菊花賞      | GI   | 芝3000m（良） | 17    | 8     | 15    | 020.30（6人）   | 09着 | R3:04.3（35.5）   | -1.2 | 0武豊       | 57        | ドゥレッツァ       | 504         |

- 競走成績は2023年10月22日現在

## 血統表
| ファントムシーフの血統                          | ファントムシーフの血統                                       | ファントムシーフの血統                                       | （血統表の出典）                                             | （血統表の出典） |
| 父系                                            | デインヒル系                                                 | デインヒル系                                                 | デインヒル系                                                 |                  |
| 父 *ハービンジャー Harbinger 2006 鹿毛 イギリス | 父の父Dansili 1996 黒鹿毛 アメリカ                           | *デインヒル                                                  | Danzig                                                       | Danzig           |
| 父 *ハービンジャー Harbinger 2006 鹿毛 イギリス | 父の父Dansili 1996 黒鹿毛 アメリカ                           | *デインヒル                                                  | Razyana                                                      |                  |
| 父 *ハービンジャー Harbinger 2006 鹿毛 イギリス | 父の父Dansili 1996 黒鹿毛 アメリカ                           | Hasili                                                       | Kahyasi                                                      | Kahyasi          |
| 父 *ハービンジャー Harbinger 2006 鹿毛 イギリス | 父の父Dansili 1996 黒鹿毛 アメリカ                           | Hasili                                                       | Kerali                                                       |                  |
| 父 *ハービンジャー Harbinger 2006 鹿毛 イギリス | 父の母Penang Pearl 1996 鹿毛 フランス                        | Bering                                                       | Arctic Tern                                                  | Arctic Tern      |
| 父 *ハービンジャー Harbinger 2006 鹿毛 イギリス | 父の母Penang Pearl 1996 鹿毛 フランス                        | Bering                                                       | Beaune                                                       |                  |
| 父 *ハービンジャー Harbinger 2006 鹿毛 イギリス | 父の母Penang Pearl 1996 鹿毛 フランス                        | Guapa                                                        | Shareef Dancer                                               | Shareef Dancer   |
| 父 *ハービンジャー Harbinger 2006 鹿毛 イギリス | 父の母Penang Pearl 1996 鹿毛 フランス                        | Guapa                                                        | Sauceboat                                                    |                  |
| 母 *ルパンII Lupin 2014 鹿毛 アメリカ           | 母の父Medaglia d'Oro 1999 黒鹿毛 アメリカ                    | El Prado                                                     | Sadler's Wells                                               | Sadler's Wells   |
| 母 *ルパンII Lupin 2014 鹿毛 アメリカ           | 母の父Medaglia d'Oro 1999 黒鹿毛 アメリカ                    | El Prado                                                     | Lady Capulet                                                 |                  |
| 母 *ルパンII Lupin 2014 鹿毛 アメリカ           | 母の父Medaglia d'Oro 1999 黒鹿毛 アメリカ                    | Cappucino Bay                                                | Bailjumper                                                   | Bailjumper       |
| 母 *ルパンII Lupin 2014 鹿毛 アメリカ           | 母の父Medaglia d'Oro 1999 黒鹿毛 アメリカ                    | Cappucino Bay                                                | Dubbed In                                                    |                  |
| 母 *ルパンII Lupin 2014 鹿毛 アメリカ           | 母の母Promising Lead 2004 鹿毛 イギリス                      | *デインヒル                                                  | Danzig                                                       | Danzig           |
| 母 *ルパンII Lupin 2014 鹿毛 アメリカ           | 母の母Promising Lead 2004 鹿毛 イギリス                      | *デインヒル                                                  | Razyana                                                      |                  |
| 母 *ルパンII Lupin 2014 鹿毛 アメリカ           | 母の母Promising Lead 2004 鹿毛 イギリス                      | Arrive                                                       | Kahyasi                                                      | Kahyasi          |
| 母 *ルパンII Lupin 2014 鹿毛 アメリカ           | 母の母Promising Lead 2004 鹿毛 イギリス                      | Arrive                                                       | Kerali                                                       |                  |
| 母系(F-No.)                                     | (FN:11)                                                      | (FN:11)                                                      | (FN:11)                                                      |                  |
| 5代内の近親交配                                 | Hasili、Arrive：3×3 デインヒル：3×3 Northern Dancer：5×5×5×5 | Hasili、Arrive：3×3 デインヒル：3×3 Northern Dancer：5×5×5×5 | Hasili、Arrive：3×3 デインヒル：3×3 Northern Dancer：5×5×5×5 |                  |
| 出典                                            | 1.                                                           | 1.                                                           | 1.                                                           | 1.               |

- 半弟ディスペランツァ（父ルーラーシップ）は2024年のアーリントンカップ勝ち馬。
- 祖母Promising Leadは2008年の愛G1・プリティーポリーステークス勝ち馬。
- 4代母Keraliを祖とする牝系からは、Leroidesanimaux（サイテーションハンデキャップほか）、Quadrilateral（フィリーズマイル）、Dansili（仏2000ギニー2着）、Banks Hil（BCフィリー&メアターフほか）、Intercontinental（メートリアークステークスほか）、Cacique（マンノウォーステークスほか）、Champs Elysees（ハリウッドターフカップステークスほか）、オネスト（パリ大賞典）など多くの活躍馬が出ている。